# جيرزي قروس
جيرزي قروس (بالبولندية: Jerzy Józef Gros)‏ هو منافس ألعاب قوى بولندي، ولد في 21 فبراير 1945 في خوجوف في بولندا، وتوفي في 17 يناير 2018.

## وصلات خارجية
- جيرزي قروس على موقع أوليمبيديا (الإنجليزية)
- جيرزي قروس على موقع اللجنة الأولمبية البولندية (مؤرشف) (البولندية)